# دیزبین (اهر)
دیزبین یکی از روستاهای استان آذربایجان شرقی است که در دهستان گویجه بل بخش مرکزی شهرستان اهر واقع شده‌است. این روستا ۲۶۵ نفر جمعیت دارد.